# Wereldkampioenschap voetbal 2006 (Groep F) Japan - Kroatië
Deze pagina is een subpagina van het artikel Wereldkampioenschap voetbal 2006. Hierin wordt de wedstrijd in de groepsfase in groep B tussen Japan en Kroatië gespeeld op 15 juni 2006 nader uitgelicht.

## Nieuws voorafgaand aan de wedstrijd
- 15 juni - De Kroatische aanvoerder Niko Kovač moest in de openingswedstrijd tegen Brazilië al na 40 minuten het veld verlaten met een ribblessure. Maar volgens de Kroatische voetbalbond zal Kovac op tijd terug fit geraken voor de wedstrijd tegen Japan. Ook Ivica Olić die sukkelde met een dijblessure zou fit raken voor de wedstrijd tegen Japan.

## Voorbeschouwing
- Japan en Kroatië spelen in Neurenberg voor hun laatste kans op het WK. Japan verloor in de eerste wedstrijd met 3-1 van Australië en Kroatië ging met 1-0 ten onder tegen Brazilië.
- Kroatië begint met dezelfde basisopstelling als tegen Brazilië. Bij Japan bracht coach Zico twee wijzigingen aan. Kaji vervangt Tsuboi als rechtsback en Ogasawara neemt op het middenveld de plaats in van Komano.

## Wedstrijdgegevens
| Datum                | 18 juni 2006                   | 18 juni 2006                   |
| Stadion              | EasyCredit-Stadion, Neurenberg | EasyCredit-Stadion, Neurenberg |
| Toeschouwers         | 41000                          | 41000                          |
| Scheidsrechter       | Frank De Bleeckere             | Frank De Bleeckere             |
| Assistenten          | Peter Hermans Walter Vromans   | Peter Hermans Walter Vromans   |
| Vierde man           | Kevin Stott                    | Kevin Stott                    |
| Man van de wedstrijd | Hidetoshi Nakata               | Hidetoshi Nakata               |
|                      | Japan                          | Kroatië                        |
| Doelpunten           | 0                              | 0                              |
| Gele kaarten         | 3                              | 2                              |
| Rode kaarten         | 0                              | 0                              |
| Wissels              | 3                              | 3                              |
| Schoten op doel      | 0                              | 0                              |
| Schoten naast doel   | 0                              | 0                              |
| Overtredingen        | 0                              | 0                              |
| Hoekschoppen         | 0                              | 0                              |
| Buitenspel           | 0                              | 0                              |
| Strafschoppen        | 0                              | 0                              |
| Balbezit (tijd)      | 00'00"                         | 00'00"                         |
| Balbezit (%)         | 0%                             | 0%                             |

| Japan | 0 – 0           | Kroatië |
| | goals (assists) | |
| Zico | bondscoach      | Zlatko Kranjčar |
| Yoshikatsu Kawaguchi Tsuneyasu Miyamoto Hidetoshi Nakata Mitsuo Ogasawara Naohiro Takahara 85' Shunsuke Nakamura Atsushi Yanagisawa 61' Alessandro Santos Takashi Fukunishi 46' Akira Kaji Yuji Nakazawa | opstellingen    | Stipe Pletikosa 87' Darijo Srna Josip Simunic Robert Kovač 70' Igor Tudor Dario Šimić Marko Babic Dado Pršo Niko Kovač Ivan Klasnić 78' Niko Kranjčar |
| Junichi Inamoto 46' Keiji Tamada 61' Masashi Oguro 85' | wissels         | 70' Ivica Olić 78' Luka Modrić 87' Ivan Bošnjak |
| Tsuneyasu Miyamoto 21' Yoshikatsu Kawaguchi 42' Alessandro Santos 72' | gele kaarten    | 32' Robert Kovač 69' Darijo Srna |
| | rode kaarten    | |

## Nabeschouwing
- Japan is er niet in geslaagd de Kroatische vesting te breken en de Kroatische tegenaanval was niet scherp genoeg om een rake dolkstoot uit te delen. Voor Japan rest een duel met Brazilië en Kroatië moet nog tegen Australië. Daarmee lijken de Kroaten het minste schade te ondervinden van het puntenverlies.

## Overzicht van wedstrijden
| Groepswedstrijden | | | |
| Groep A | Groep B | Groep C | Groep D |
| Duitsland - Costa Rica Polen - Ecuador Duitsland - Polen Ecuador - Costa Rica Ecuador - Duitsland Costa Rica - Polen             | Engeland - Paraguay Trinidad en Tobago - Zweden Engeland - Trinidad en Tobago Zweden - Paraguay Zweden - Engeland Paraguay - Trinidad en Tobago | Argentinië - Ivoorkust Servië en Montenegro - Nederland Argentinië - Servië en Montenegro Nederland - Ivoorkust Nederland - Argentinië Ivoorkust - Servië en Montenegro | Mexico - Iran Angola - Portugal Mexico - Angola Portugal - Iran Portugal - Mexico Iran - Angola                               |
| Groep E | Groep F | Groep G | Groep H |
| Italië - Ghana Verenigde Staten - Tsjechië Italië - Verenigde Staten Tsjechië - Ghana Tsjechië - Italië Ghana - Verenigde Staten | Australië - Japan Brazilië - Kroatië Brazilië - Australië Japan - Kroatië Japan - Brazilië Kroatië - Australië                                  | Frankrijk - Zwitserland Zuid-Korea - Togo Frankrijk - Zuid-Korea Togo - Zwitserland Togo - Frankrijk Zwitserland - Zuid-Korea                                           | Spanje - Oekraïne Tunesië - Saoedi-Arabië Spanje - Tunesië Saoedi-Arabië - Oekraïne Saoedi-Arabië - Spanje Oekraïne - Tunesië |
| Achtste finales | | | |
| Duitsland - Zweden Argentinië - Mexico                                                                                           | Italië - Australië Zwitserland - Oekraïne | Engeland - Ecuador Portugal - Nederland | Brazilië - Ghana Spanje - Frankrijk                                                                                           |
| Kwartfinales | | | |
| Duitsland - Argentinië | Italië - Oekraïne | Engeland - Portugal | Brazilië - Frankrijk |
| Halve finales | | | |
| Duitsland - Italië | Duitsland - Italië | Portugal - Frankrijk | Portugal - Frankrijk |
| Troostfinale | | | |
| Duitsland - Portugal | | | |
| Finale | | | |
| Italië - Frankrijk | | | |